# Les Moutiers-en-Cinglais
Les Moutiers-en-Cinglais je francouzská obec, která se nachází v departementu Calvados, v regionu Dolní Normandie.

## Poloha
Rozloha obce je 6,75 km2 Nejvyšší bod leží ve výšce 186 m n. m., nejnižší pak 15 m n. m.

## Obyvatelstvo
Obec má 414 obyvatel (2009).

## Osobnosti
- Jacques Le Roy Ladurie (1902–1988), francouzský politik
- Emmanuel Le Roy Ladurie (1929–2023), francouzský historik
- Roger Fauroux (1926–2021), francouzský politik